# 룡담역
룡담역(龍潭驛, 용담역)은 조선민주주의인민공화국 강원도 천내군에 있는 강원선 및 천내선의 철도역이다.

## 연혁
- 1927년 6월 10일: 영업 개시[2]